# Daniel's Harbour
Daniel's Harbour est une municipalité située sur l'Île de Terre-Neuve, dans la province de Terre-Neuve-et-Labrador, au Canada.

## Climat
| Mois                                  | jan.       | fév.       | mars       | avril     | mai       | juin      | jui.      | août    | sep.      | oct.       | nov.      | déc.       | année           |
| ------------------------------------- | ---------- | ---------- | ---------- | --------- | --------- | --------- | --------- | ------- | --------- | ---------- | --------- | ---------- | --------------- |
| Température minimale moyenne (°C)     | −12,5      | −13,9      | −9,6       | −2,8      | 1,3       | 6,1       | 10,7      | 11      | 7,5       | 2,5        | −2        | −8,3       | −0,8            |
| Température moyenne (°C)              | −8,4       | −9,6       | −5,4       | 0,6       | 5,1       | 9,8       | 13,9      | 14,3    | 10,8      | 5,6        | 0,9       | −4,7       | 2,7             |
| Température maximale moyenne (°C)     | −4,2       | −5,2       | −1,2       | 4         | 8,9       | 13,4      | 17,2      | 17,5    | 14,1      | 8,7        | 3,9       | −1,1       | 6,3             |
| Record de froid (°C) date du record   | −39,4 1957 | −34,5 1990 | −30,6 1967 | −19 1994  | −9 1993   | −4,4 1974 | 0,6 1974  | 0 1991  | −2,8 1948 | −11,1 1950 | −15 1989  | −27,2 1972 | −39,4 26/1/1957 |
| Record de chaleur (°C) date du record | 15,8 1979  | 14,9 1981  | 15,6 1972  | 20,7 1996 | 24,4 1966 | 25,6 1951 | 28,9 1952 | 27 1994 | 27,2 1960 | 23,3 1968  | 21,4 1977 | 18,3 1973  | 28,9 24/7/1952  |
| Ensoleillement (h)                    | 34,9       | 72,8       | 111,2      | 135,3     | 172,1     | 177,9     | 191,3     | 183,5   | 129,6     | 86,1       | 46,9      | 25,6       | 1 367,2         |
| Précipitations (mm)                   | 113,1      | 85,3       | 88,3       | 62,3      | 77,3      | 105,3     | 105,5     | 117,5   | 101,5     | 111,3      | 111,3     | 100,3      | 1 178,9         |
| dont neige (cm)                       | 110,5      | 82,6       | 67,1       | 28,9      | 7,5       | 0,8       | 0         | 0       | 0         | 6,6        | 33,6      | 85,3       | 422,9           |
| Nombre de jours avec précipitations   | 24,2       | 19,6       | 17,3       | 14,4      | 14,4      | 15,2      | 15,4      | 15,5    | 16        | 18,2       | 19        | 23,2       | 212,4           |
| Humidité relative (%)                 | 83,2       | 82         | 81,2       | 80,3      | 77        | 80,7      | 83,5      | 81,4    | 78,3      | 78,6       | 81,1      | 83,2       | 80,9            |
| Nombre de jours avec neige            | 23,6       | 19,1       | 15,1       | 9,3       | 2,8       | 0,16      | 0,04      | 0       | 0,04      | 2,3        | 9,7       | 20,4       | 102,4           |

| Diagramme climatique                                  |               |              |           |            |              |               |             |              |             |            |               |
| J                                                     | F             | M            | A         | M          | J            | J             | A           | S            | O           | N          | D             |
| −4,2−12,5113,1                                        | −5,2−13,985,3 | −1,2−9,688,3 | 4−2,862,3 | 8,91,377,3 | 13,46,1105,3 | 17,210,7105,5 | 17,511117,5 | 14,17,5101,5 | 8,72,5111,3 | 3,9−2111,3 | −1,1−8,3100,3 |
| Moyennes : • Temp. maxi et mini °C • Précipitation mm |               |              |           |            |              |               |             |              |             |            |               |